# 선암초등학교 (부산)
선암초등학교는 대한민국 부산광역시 부산진구 범천 2동에 위치한 초등학교이다. 엄광산 자락에 위치하여 다소 높은 자리에 있다. 건물은 4층이고 별관이 하나 있으며 대운동장과 신식 급식식, 체력단련실, 강당 등이 구비되어 있는 7학급(특수학급포함)짜리 소규모 학교이다.

## 역사
- 1963년 4월 30일 : 개교